# Elsa Descamps
Pour les articles homonymes, voir Descamps.
Elsa Descamps, née le 6 septembre 1996 à Mulhouse (Haut-Rhin), est une ancienne volleyeuse internationale française du poste de centrale devenue joueuse de beach-volley depuis 2021.

## Biographie

### Formation et début en salle
D'origine alsacienne, elle est la fille de Jean-Claude Descamps, ancien handballeur du FC Mulhouse et de Marie-Christine Goepfert volleyeuse, artisan de la montée de l’ASPTT Mulhouse au sein de l’élite française en 1992. Rapidement attirée par le sport maternel, elle démarre sa formation au VBC Kingersheim où elle côtoie Léa Soldner avant de rejoindre le centre national (IFVB) en 2013. Elle participe également cette même année au Championnat d'Europe des moins de 18 ans avec l'équipe de France Cadettes où la sélection termine à la 11e place.
De 2015 à 2019, elle prend part au championnat universitaire américain sous les couleurs de l’université du Nevada à Las Vegas où elle dispute notamment la Division 1 NCAA,. C'est également durant cette période qu'elle intègre l'équipe de France A et participe notamment à la Ligue européenne 2018 et 2019.
Lors de saison 2020-2021, elle fait son retour en France pour une saison au sein de l'équipe de France Avenir 2024.

### Joueuse de beach-volley depuis 2021
Après avoir effectué une 5e année universitaire aux États-Unis, cette fois-ci dans le beach-volley, sur la période 2019-2020 à Houston,, elle commence une nouvelle carrière dans cette discipline à partir de la saison 2021, disputant des tournois nationaux et internationaux en duo avec Anouk Dupin, Clémence Vieira et Pia Szewczyk puis en 2022 avec Maëva Guignan et Marine Kinna. Évoluant au poste de bloqueuse au Ré Beach Club de Bois-Plage-en-Ré (Île de Ré), son principal objectif étant à terme de représenter la France aux Jeux olympiques de 2024 à Paris,.

## Palmarès beach-volley
- Vainqueur du French Tour Montbéliard 2021 avec Clémence Vieira.
- Vainqueur du French Tour Saintes 2021 avec Clémence Vieira.
- Vainqueur du French Tour Dunkerque 2021 avec Clémence Vieira.
- 17e au World Tour 1* Leuven 2021 avec Clémence Vieira.
- 4e aux Finales Nationales Françaises 2021 avec Anouk Dupin.
- Finaliste au Zonal Tour WEVZA Sausset-les-Pins 2021 avec Ophélie Lusson.
- 5e au Beach Pro Tour Futur Klaipėda 2022 avec Marine Kinna.
- Vainqueur du French Tour Ile de Ré 2022 avec Marine Kinna.